# Comma Johanneum

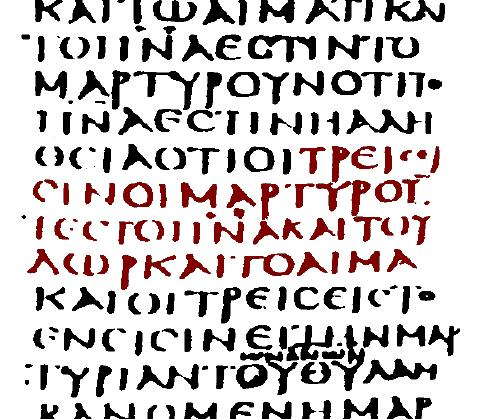
Comma Johanneum no Codex Sinaiticus

Comma Johanneum (em tradução livre, "Parêntese Joanino" ou "Cláusula Joanina") é a denominação latina dada ao parágrafo que está em algumas traduções, não só em português, mas em outros idiomas, na Primeira Carta de João capítulo 5, entre os versículos 7 e 8, essa concepção nasce de uma crítica textual muito recente, enquanto todos os textos gregos antes do século XVII continha essa cláusula, somente em descobertas de autógrafos mais recentes é que ela não aparece.
Alguns estudiosos afirmam que este acréscimo feito nas Escrituras Sagradas foi uma necessidade da Santa Sé, através do Quarto Concílio de Latrão, no século XII, contra alguns dos ensinos de Joaquim que afirmavam que a mesma essência, substância e natureza existentes na Trindade era depositada no espírito dos cristãos, através de uma relação Espirito-espírito. Porém essa afirmação é um erro, pois autógrafos dos século V já consta essa clausula.

## O "Comma Johanneum"
O "Comma Johanneum" está inserido entre os versículos 7 e 8 do capítulo 5 da Primeira Carta de João (I João 5:7–8). Na reprodução de algumas traduções mais modernas da Bíblia esses versículos se encontram entre colchetes:
| “ | 7 Pois há três que dão testemunho [no céu: o Pai, a Palavra e o Espírito Santo; e estes três são um. 8 E três são os que testificam na terra]: O Espírito, a água e o sangue, e os três são unânimes num só propósito. | ” |

Por ser uma referência explícita à Santíssima Trindade, é rejeitado por algumas correntes cristãs que não aceitam este dogma, e por isso não incluem em suas versões da Bíblia.

## Controvérsias

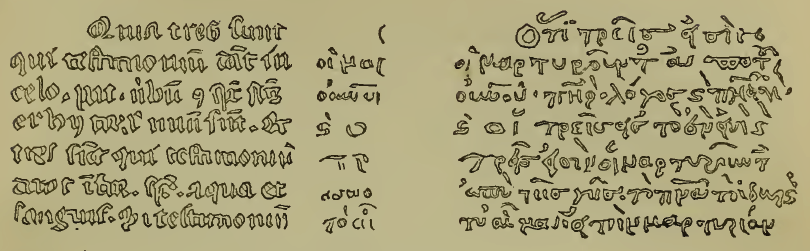
Comma no Codex Ottobonianus (0629 na notação de Gregory-Aland)

Considerados inúmeros manuscritos e códices antigos constam o "Parêntese Joanino" e em outros não. As controvérsias já vêm de longo tempo e, historicamente, envolvem as diversas correntes e seitas consideradas heréticas dentro do cristianismo, já que algumas delas não consideravam Jesus Cristo como um ser divino. Outras rejeitavam o dogma da Trindade, considerando Jesus uma Divindade, mas em uma escala abaixo de Deus.